# LiteOS
LiteOS es un sistema operativo reducido de tiempo real de Huawei, desarrollado como código abierto disponible en virtud de la tercera cláusula de BSD 3 para terminales inteligentes del internet de las cosas. Es compatible con los microcontroladores de distintas arquitecturas como ARM (M0/3/4/7, A7/17/53, ARM9/11), x86, y RISC-V. LiteOS es parte de la solución "1+2+1" del internet de las cosas de Huawei y ha aparecido en varios kits de desarrollo de código abierto y otros proyectos de la industria de la alta tecnología.
LiteOS incluye una conectividad multiprotocolo, liviana, de bajo consumo, respuesta rápida y de colaboración de múltiples sensores que permite a los dispositivos del internet de las cosas que accedan rápidamente a las redes de comunicación. LiteOS simplifica el desarrollo de equipos inteligentes, acelerando así alcanzar el objetivo de la interconexión de todas las cosas.
En mayo de 2018, Huawei distribuyó la versión 2.1.

## Historia
El 20 de mayo de 2015, en la Conferencia sobre Redes de Huawei, se propuso la solución "1+2+1" del internet de las cosas y presentó el sistema operativo denominado LiteOS.

## Características principales
- Reducido, núcleo pequeño (inferior a 10 KB).[1]
- Eficiencia energética.
- Arranque en unos milisegundos.
- Compatible con NB-IoT, Wi-Fi, Ethernet, BLE, Zigbee y otros protocolos diferentes del internet de las cosas.
- Permite el acceso a diferentes plataformas en la nube.

## Arquitecturas soportadas
- GigaDevice
  - GD32F450I-EVAL
  - GD32F190R-EVAL
  - GD32F103C-EVAL
  - GD32F150R-EVAL
  - GD32F207C-EVAL
  - GD32VF103
- STMicroelectronics
  - STM32F411RE-NUCLEO
  - STM32F412ZG-NUCLEO
  - STM32F429I_DISCO
  - STM32L476RG_NUCLEO
- STM32F746ZG_NUCLEO*
  - STM32F103RB-NUCLEO
- Atmel
  - Atmel SAM D21 Xplained Pro
  - ATSAM4S-XPRO
  - ARDUINO ZERO PRO*
- NXP
  - LPC824_LITE
  - LPC54110_BOARD
  - FRDM-KW41Z
  - FRDM-KL25Z
- Silicon Labs
  - EFM32 GIGANTE GECKO STARTER KIT EFM32GG-STK3700
  - EFM32 GECKO PEARL STARTER KIT SLSTK3401A
  - EFM32 HAPPY GECKO STARTER KIT SLSTK3400A
- MindMotion
  - MM32F103_MINI
  - MM32L373
  - MM32L073PF
- Nuvoton
- Nordic Semi
  - NRF52840-PDK
  - NRF52-DK
- MediaTek
  - LINKIT7687HDK
- TI
  - LAUNCHXL-CC3220SF
- Microchip
  - ATSAME70Q21
- ADI
  - ADuCM4050
- Huawei
  - Hi3518
  - Kirin A1